# Фотогения
«Фотогения» — работа Луи Деллюка, французского кинорежиссёра, сценариста и кинокритика, теоретика кино.

Книга издана в 1920 году, в 1924 переведена на русский язык. В 2025 в издательстве "Клаудберри" вышел новый перевод с комментариями Алексея Гусева.
Как утверждает в «Истории теорий кино» Гуидо Аристарко, термин фотогения был введён другом Луи Деллюка — Риччото Канудо. В предисловии к изданию 2025 года Алексей Гусев, однако, указывает, что само слово было изобретено Араго ещё в конце 1838 года, а к кино впервые применено Колетт в октябре 1917 года. Также в русле теории фотогении работали Жан Эпштейн и Жермена Дюлак.

## Содержание
В работе «Фотогения» Деллюк попытался определить специфическую природу киноискусства, его отличительные особенности, выразительные и изобразительные возможности. Деллюк рассматривал «фотогению» как сумму художественных элементов, отличающих кино от других видов искусства. Он подчеркивал, что съёмка предметов и людей даёт только внешнее представление о них. Это, собственно, только фотографирование явления. Задача кино — видеть глубже. Человек, снятый на плёнку, должен быть не просто красив — он должен быть выразителен. Истинно фотогеничным является только то, что осмысленно и разумно.
В бурной обстановке послевоенных лет, когда в искусстве возникали все новые и новые декадентские направления, Л. Деллюк оставался верен теории и практике импрессионизма. С этих позиций он подходил и к вопросам фотогении кино.

### Киносъёмка
Киносъёмку он считал незаменимой там, где нужно было зафиксировать мгновенность и неповторимость явлений окружающей действительности. Деллюк утверждал, что главное в кино — это индивидуальное видение, от которого зависит и настроение и полнота драматического восприятия. Он возмущался ограниченностью прокатчиков, требовавших от операторов, чтобы на экране «всё было видно». Деллюк спрашивал: почему человек в жизни видит туманные контуры, неясные очертания, а фильм по непонятным причинам не должен показывать то, что видит глаз человека?

### Художественная выразительность
Л. Деллюк подчёркивал, что все компоненты художественной выразительности должны быть осмысленны, в том числе свет и ритм. Они должны помогать зрителям острее ощутить драму, происходящую на экране.
Л. Деллюк резко возражал против чрезмерного увлечения техническими возможностями кино, пристрастия к различным приёмам съёмки — наплывам, контражурам, двойной экспозиции и т. д.
Стремясь реалистически показать события, Деллюк считал необходимым объединять все компоненты фильма: декорации, актёров, натуру.

### Проблема актёра
Касаясь проблемы актёра, Деллюк утверждал примат внутреннего содержания над внешностью. Он резко осуждал тех, кто пытался свести все задачи фотогении к хорошей фотографии, к внешней красивости.